# Timothy Gudsell

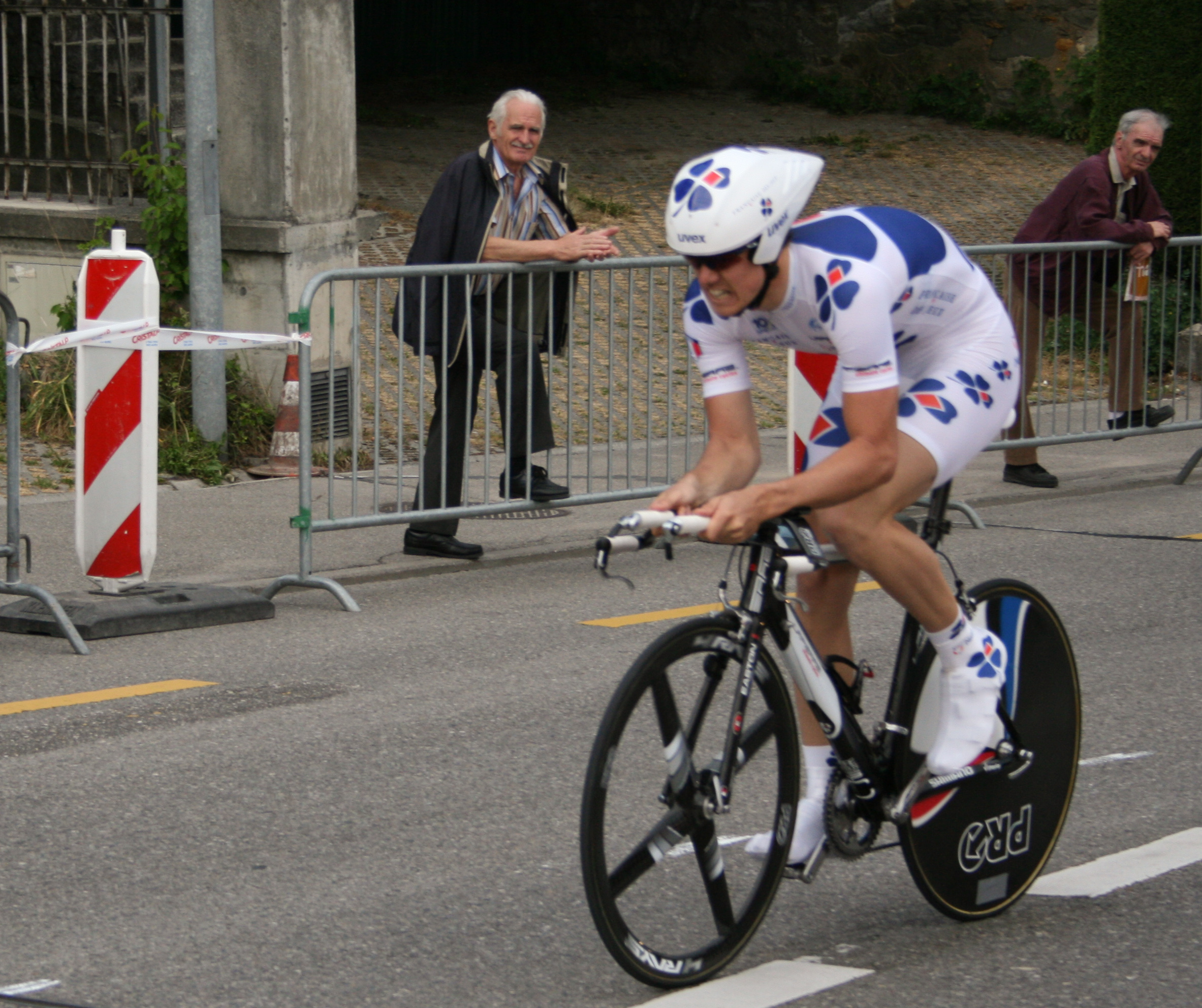
En el Tour de Romandía 2007

Timothy Gudsell (Feilding, 17 de febrero de 1984) es un ciclista neozelandés.

## Palmarés

### Ruta
2006
- 1 etapa del Tour de Wellington
- Tour de Haut Anjou, más 1 etapa

### Pista
2003
- Campeonato de Nueva Zelanda de scratch

2006
- Campeonato de Nueva Zelanda en americana

## Resultados en Grandes Vueltas y Campeonatos del Mundo
| Carrera         | Carrera         | 2007 | 2008  | 2009  | 2010 | 2011 |
| --------------- | --------------- | ---- | ----- | ----- | ---- | ---- |
|                 | Giro de Italia  | Ab.  | 136.º | —     | —    | —    |
|                 | Tour de Francia | —    | —     | —     | —    | —    |
|                 | Vuelta a España | —    | —     | 136.º | —    | —    |
| Mundial en Ruta | Mundial en Ruta | ―    | ―     | Ab.   | —    | —    |

—: no participa
Ab.: abandono